# Olmedo (kanton)
Olmedo – kanton w prowincji Loja, w Ekwadorze. Stolicą kantonu jest Olmedo.